# Interleukina 9
Interleukina 9 (IL-9) – cytokina produkowana przez aktywowane limfocyty Th2. Aktywuje komórki tuczne i zwiększa ich proliferację, działa też na limfocyty T, limfocyty B, eozynofile, komórki prekursorowe hematopoezy, makrofagi, komórki nabłonka i neurony. Bierze udział w odpowiedzi na infekcje pasożytnicze, patogenezie astmy oraz onkogenezie. Kodujący ją gen znajduje się na chromosomie 5. 